# Бойд, Джон
Джон Бойд (англ. John Boyd, род. 22 октября 1981, Нью-Йорк) — американский актёр. Наиболее известен по главным ролям в восьмом сезоне телесериала «24 часа» (Арло Гласс) и в десятом сезоне телесериала «Кости» (Джеймс Обри). Также сыграл в оскароносном фильме «Операция „Арго“» (Ламонт).

## Биография
Джон Бойд родился 22 октября 1981 года в Нью-Йорке, штат Нью-Йорк. Окончил Беннингтонский колледж.
Бойд начал свою актёрскую карьеру в 2005 году, снявшись в короткометражных фильмах и различных второстепенных ролях в фильмах. В 2005 году сыграл главную роль в одном из эпизодов юридической драмы «Закон и порядок». В 2006 году вновь сыграл в этом шоу, но на этот раз другого персонажа. В 2010 году сыграл получил роль Арло Гласса в основном составе восьмого и последнего сезона шпионского триллера «24 часа».
В 2012 году снялся в оскароносном политическом триллере «Операция „Арго“» с Беном Аффлеком и Брайаном Крэнстоном. В 2013 году появился в нескольких эпизодах телесериала «Контакт», который воссоединил Бойда с его коллегой по «24» Кифером Сазерлендом. С 2014 года снимался в телесериале «Кости» в одной из основных ролей.

## Фильмография

### Кино
| Год  | Название на русском      | Название на английском    | Роль                     | Примечания      |
| ---- | ------------------------ | ------------------------- | ------------------------ | --------------- |
| 2005 |                          | Stay                      | Луи                      | Короткометражка |
| 2005 | Непристойная Бэтти Пейдж | The Notorious Bettie Page | Джек                     |                 |
| 2005 |                          | Building Girl             | Колин                    |                 |
| 2006 |                          | Follow Me                 | Гроувер                  | Короткометражка |
| 2006 |                          | Fields of Freedom         | рядовой Дули             |                 |
| 2006 | Девушка из воды          | Lady in the Water         | курильщик с одной бровью |                 |
| 2007 | Беззаботный              | Careless                  | подвыпивший парень       |                 |
| 2009 | Самый лучший             | The Greatest              | Уайатт                   |                 |
| 2009 | Милосердие               | Mercy                     | Эрик                     |                 |
| 2010 |                          | Jelly                     | Флойд Маркс              |                 |
| 2012 | Операция «Арго»          | Argo                      | Ламонт                   |                 |
| 2018 |                          | Peppermint                | Марвин                   |                 |

### Телевидение
| Год        | Название на русском | Название на английском | Роль                             | Примечания                               |
| ---------- | ------------------- | ---------------------- | -------------------------------- | ---------------------------------------- |
| 2005 2006  | Закон и порядок     | Law & Order            | Зак Бёрнс Кенни Эллис            | Эпизод: «Locomotion» Эпизод: «Profiteer» |
| 2008       | Грань               | Fringe                 | Иэн Спенсер (в титрах не указан) | Эпизод: «In Which We Meet Mr. Jones»     |
| 2010       | 24 часа             | 24                     | Арло Гласс                       | 24 эпизода                               |
| 2011       | Форс-мажоры         | Suits                  | Грегори Бун                      | Эпизод: «Errors and Omissions»           |
| 2013       | Связь               | Touch                  | Кейс                             | 4 эпизода                                |
| 2014       | Дневники Кэрри      | The Carrie Diaries     | Эллиот                           | 2 эпизода                                |
| 2014—2017  | Кости               | Bones                  | Джеймс Обри                      | 56 эпизодов                              |
| 2018—н. в. | ФБР                 | FBI                    | Стюарт Скола                     | 9 эпизодов                               |